# Мюррей, Альберт Эдвард
Альберт Эдвард Мюррей (англ. Albert Edward Murray; род. 1935) — американский ботаник.

## Биография
Альберт Эдвард Мюррей родился в 1935 году. Изучал растения из рода Клён. Альберт Эдвард Мюррей внёс значительный вклад в ботанику, описав множество видов семенных растений.

## Научная деятельность
Альберт Эдвард Мюррей специализировался на семенных растениях.

### Научные работы
- Nuevas Combinaciones de Subespecies Asiáticas de Acer. «Morris Arboretum Bulletin».
- Murray, AE, AO Klein. Relationship between Photoconvertible & Nonphotoconvertible Protochlorophyllides. Plant Physiology 48: 383—388. 1971.